# De natura sonoris nr. 1
De natura sonoris nr. 1 is een compositie van Krzysztof Penderecki.
Het werk behoort tot de periode van de componist, waarin hij muziek schreef in avant-gardestijl. Het werk viel destijds op omdat de componist improvisatie en aleatoriek voorschreef, hetgeen later werd gezien als invloeden uit de jazz. De Poolse dirigent Andrzej Markowski gaf leiding aan de première  met het Orchestre Philharmonique de Radio France. Plaats van handeling was een muziekfestival voor hedendaagse muziek in Royan, datum was 7 april 1966. Het werk was in 1968 ook in Nederland te beluisteren; het Rotterdams Philharmonisch Orkest onder leiding van Edo de Waart speelde het in januari 1969 minstens tweemaal. De muziekrecensent van De Telegraaf noemde het daarbij een klankverkenning. 
Het werk wordt ook in de 21e eeuw nog gespeeld, voornamelijk in de Verenigde Staten. Of dat ligt aan het feit dat De natura sonoris nr. 2 vijf jaar later voor de Juilliard School of Music is geschreven is onbekend.    
Penderecki schreef het werk voor groot symfonieorkest:
- 4 dwarsfluiten, 3 hobo’s, 1 althobo, 2 klarinetten,  1 basklarinet, 2 altsaxofoons, 3 fagotten, 1 contrafagot
- 6 hoorns, 4 trompetten, 3 trombones, 1 tuba
- 6 man/vrouw percussie, harmonium, piano
- 24 violen (geen tweede violen), 8 altviolen, 8 celli, 6 contrabassen